# Pseudischyrus nigrans
Pseudischyrus nigrans är en skalbaggsart som först beskrevs av George Robert Crotch 1873.  Pseudischyrus nigrans ingår i släktet Pseudischyrus och familjen trädsvampbaggar. Inga underarter finns listade i Catalogue of Life.